# Jan Zachwatowicz
Jan Zachwatowicz (sinh ngày 4 tháng 3 năm 1900 - mất ngày 18 tháng 8 năm 1983) là một kiến trúc sư, nhà sử học kiến trúc và nhà trùng tu người Ba Lan.

## Tiểu sử
Jan Zachwatowicz sinh tại Gatchina. Ông theo học ngành Kỹ thuật Xây dựng Công nghiệp tại Đại học Bách khoa Saint Petersburg và tốt nghiệp Trường Kiến trúc trực thuộc Đại học Công nghệ Warsaw vào năm 1930. Năm 1971, ông được trao Giải thưởng Danh dự SARP (tiếng Ba Lan: Honorowa Nagroda Stowarzyszenie Architektów Polskich).
Jan Zachwatowicz là giáo sư của Đại học Công nghệ Warsaw từ năm 1946, là một thành viên của Viện Hàn lâm Khoa học Ba Lan từ năm 1952, thành viên của Académie d'architecture ở Paris từ năm 1967, là thành viên của Hội đồng Di tích và Di chỉ Quốc tế, nhà tổng trùng tu các di tích ở Ba Lan (tiếng Ba Lan: Generalny Konserwator Zabytków) từ năm 1945 đến năm 1957, chủ tịch Ủy ban Kiến trúc-Trùng tu (tiếng Ba Lan: Komisja Architektoniczno-Konserwatorska) từ năm 1971, và là chủ tịch Ủy ban dân sự tái thiết Lâu đài Hoàng gia ở Warsar (tiếng Ba Lan: Obywatelski Komitet Odbudowy Zamku Królewskiego w Warszawie).
Jan Zachwatowicz đóng góp vào việc tái tổ chức và mở rộng dịch vụ trùng tu ở Ba Lan. Trong thời gian Đức Quốc Xã chiếm đóng Ba Lan (1939–1945), ông tham gia giảng dạy, bảo vệ và lưu giữ các công trình, đo đạc các tòa nhà di tích (bao gồm Quảng trường Chợ ở Khu phố cổ của Warsaw). Từ tháng 1 năm 1945, ông đồng lãnh đạo Văn phòng Tái thiết Warsaw (tiếng Ba Lan: Biuro Odbudowy Stolicy; tên đầy đủ: Biuro Organizacji Odbudowy Warszawy).
Sau Chiến tranh thế giới thứ hai, nhiều tòa nhà lịch sử khác ở Gdańsk, Poznań, và Wrocław đã được khôi phục hoặc xây dựng lại theo các nguyên tắc do Jan Zachwatowicz và nhóm của ông thiết lập. Một trong nhiều thành tựu của ông là việc xây dựng lại Nhà thờ Thánh John ở Warsaw (1960).
Jan Zachwatowicz là một học giả với hơn 200 ấn phẩm chính thức.
Ông là cha của Krystyna Zachwatowicz và Katarzyna Zachwatowicz. Jan Zachwatowicz mất tại Warsaw, hưởng thọ 83 tuổi.

## Tác phẩm tiêu biểu
- Ochrona Zabytków w Polsce (1965)
- Architektura polska (1966)
- Sztuka polska przedromańska i romańska do schyłku XIII wieku (1971; tác phẩm tập thể)
- Zamek Królewski w Warszawie (1972)